# Zeuctoboarmia albella
Zeuctoboarmia albella är en fjärilsart som beskrevs av Claude Herbulot 1981. Zeuctoboarmia albella ingår i släktet Zeuctoboarmia och familjen mätare. Inga underarter finns listade i Catalogue of Life.